# Steven Hill
Steven Hill, pseudonimo di Solomon Krakovsky (Seattle, 24 febbraio 1922 – Monsey, 23 agosto 2016), è stato un attore statunitense, prevalentemente noto per l'interpretazione del procuratore distrettuale Adam Schiff nelle prime dieci stagioni della serie televisiva Law & Order - I due volti della giustizia.

## Biografia
Nacque a Seattle, nello stato di Washington, il 24 febbraio 1922, da una famiglia ebraica ortodossa. Dopo aver servito per quattro anni nella United States Naval Reserve durante la seconda guerra mondiale, fece il suo debutto sui palcoscenici di Broadway nel 1946 con il dramma A Flag Is Born di Ben Hecht, diretto da Luther Adler e con musiche di Kurt Weill, interpretato anche da Paul Muni e dal giovane Marlon Brando. La pièce si schierava politicamente a favore della creazione dello stato di Israele ed esprimeva un'indiretta critica alla politica estera inglese che in quel momento stava bloccando i rifugiati ebrei nel loro viaggio verso la Palestina. La prima avvenne il 5 settembre 1946 all'Alvin Theatre di New York ed ebbe un notevole successo di pubblico e di critica. Subito dopo Hill interpretò il ruolo del marinaio Stefanowski nella commedia Mister Roberts diretta da Joshua Logan.
Nel 1947 fu uno dei cinquanta giovani attori selezionati per frequentare il neonato Actors Studio, la scuola di recitazione newyorkese, insieme a colleghi quali Marlon Brando, Montgomery Clift e Julie Harris. Nel 1949 iniziò ad apparire sugli schermi televisivi in serie come Theatre of Romance e Suspense, mentre nel 1950 fece il suo debutto cinematografico nel noir L'amante, con Hedy Lamarr e John Hodiak. Arruolato nuovamente in Marina per due anni, nel 1952 riprese la sua carriera e fu protagonista della stagione televisiva delle serie antologiche americane come Lux Video Theatre (1954) e dei drammi in diretta come Sunday Showcase (1960), in cui interpretò il ruolo di Bartolomeo Vanzetti. Sporadiche furono invece le sue apparizioni cinematografiche, tra cui il poliziesco La paura bussa alla porta (1955), e i drammi La divina (1958) e Gli esclusi (1963).
Durante gli anni sessanta continuò la carriera televisiva con apparizioni nelle serie Gli intoccabili (1963), in cui interpretò l'antagonista, il gangster Jack Diamond nell'episodio Jack Legs Diamond, e Il fuggitivo (1966), in cui impersonò il sinistro milionario Glenn Madison nell'episodio The White Knight. Sul fronte teatrale ebbe il ruolo di Sigmund Freud nella pièce A Far Country, in scena a Broadway nella primavera del 1961, mentre sul grande schermo apparve nel dramma La vita corre sul filo (1965) di Sydney Pollack, in cui interpretò il ruolo del marito di Anne Bancroft.
La vera notorietà giunse per Hill nella stagione 1966-1967, durante la quale recitò nella neonata serie di spionaggio Missione Impossibile, nel ruolo di Daniel Briggs, il capo della squadra di agenti segreti protagonisti. Tuttavia la partecipazione di Hill fu limitata alla sola prima stagione, durante la quale l'attore ebbe dei contrasti con la produzione in merito alla lavorazione degli episodi e al protrarsi delle riprese dal venerdì al sabato, circostanza che gli impediva di osservare le consuetudini religiose ebreo-ortodosse dello Shabbat, la festa del riposo. Il ruolo dell'attore in Missione impossibile fu progressivamente ridotto e terminò dopo ventotto episodi, senza che nella trama vi fosse una motivata spiegazione dell'uscita di scena del suo personaggio. Nella successiva stagione la star della serie divenne l'attore Peter Graves, subentrato a Hill nel ruolo di James Phelps.
L'uscita dalla serie coincise per Hill con l'interruzione della carriera. Nei successivi dieci anni l'attore non mise più piede su un set né sul palcoscenico, e si ritirò in una comunità ebraica nella contea di Rockland, dove fece lo scrittore e si occupò di attività immobiliari.
Nel 1977 riprese il suo percorso artistico. La maturità gli permise di ottenere ruoli cinematografici di personaggi autorevoli, come il detective Jacobs di Uno scomodo testimone (1981), di Jules Levi in Ricche e famose (1981) di George Cukor, del rabbino Alter Vishkower di Yentl (1983) con Barbra Streisand, e del boss della malavita Martin Lamanski in Codice Magnum (1986), un thriller d'azione con Arnold Schwarzenegger.
Nel 1990 fu scritturato per il ruolo del procuratore distrettuale Adam Schiff nella serie Law & Order - I due volti della giustizia, prodotta dalla NBC. Il personaggio di Schiff, esperto e autorevole uomo di legge, ricalcato sul longevo procuratore distrettuale di New York Robert M. Morgenthau, diede all'attore una celebrità mondiale e gli fece ottenere una candidatura al premio Emmy nel 1997 quale miglior attore non protagonista in una serie drammatica. Hill interpretò il ruolo per dieci stagioni in 229 episodi fino al 2000, anno in cui abbandonò la serie e si ritirò definitivamente dalle scene.

## Vita privata
Nel 1951 sposò l'attrice Selma Stern, dalla quale ebbe quattro figli e da cui divorziò nel 1964. Nel 1967, sposò Rachel ed ebbe altri cinque figli.
È morto il 23 agosto 2016, all'età di 94 anni.

## Filmografia

### Cinema
- L'amante (A Lady Without Passport), regia di Joseph H. Lewis (1950)
- La paura bussa alla porta (Storm Fear), regia di Cornel Wilde (1955)
- La divina (The Goddess), regia di John Cromwell (1958)
- Kiss Her Goodbye, regia di Albert Lipton (1959)
- Gli esclusi (A Child Is Waiting), regia di John Cassavetes (1963)
- La vita corre sul filo (The Slender Thread), regia di Sydney Pollack (1965)
- Amarti a New York (It's My Turn), regia di Claudia Weill (1980)
- Uno scomodo testimone (Eyewitness), regia di Peter Yates (1981)
- Ricche e famose (Rich and Famous), regia di George Cukor (1981)
- Yentl, regia di Barbra Streisand (1983)
- Teachers, regia di Arthur Hiller (1984)
- Cercando la Garbo (Garbo Talks), regia di Sidney Lumet (1984)
- Nel giorno di San Valentino (On Valentine's Day), regia di Ken Harrison (1986)
- Codice Magnum (Raw Deal), regia di John Irvin (1986)
- Pericolosamente insieme (Legal Eagles), regia di Ivan Reitman (1986)
- Heartburn - Affari di cuore (Heartburn), regia di Mike Nichols (1986)
- Ricordi di Brighton Beach (Brighton Beach Memoirs), regia di Gene Saks (1986)
- Courtship, regia di Howard Cummings (1987)
- Vivere in fuga (Running on Empty), regia di Sidney Lumet (1988)
- Cocaina (The Boost), regia di Harold Becker (1988)
- Calda emozione (White Palace), regia di Luis Mandoki (1990)
- Billy Bathgate - A scuola di gangster (Billy Bathgate), regia di Robert Benton (1991)
- Il socio (The Firm), regia di Sydney Pollack (1993)

### Televisione
- Actor's Studio – serie TV, episodi 1x19-1x23-1x27-2x09 (1949)
- Theatre of Romance – serie TV, episodi 1x03-1x05 (1949)
- Suspense – serie TV, episodi 2x07-2x29 (1949-1950)
- Starlight Theatre – serie TV, episodio 1x13 (1950)
- The Magnavox Theatre – serie TV, episodio 1x01 (1950)
- Schlitz Playhouse of Stars – serie TV, episodio 1x16 (1952)
- Danger – serie TV, episodi 2x08-2x28 (1951-1952)
- Lights Out – serie TV, episodi 4x26-4x39 (1952)
- Lux Video Theatre – serie TV, episodio 3x07 (1952)
- The Mask – serie TV, episodio 1x06 (1954)
- The Motorola Television Hour – serie TV, episodio 1x11 (1954)
- Goodyear Television Playhouse – serie TV, episodi 3x13-3x22 (1954)
- The Philco Television Playhouse – serie TV, episodi 7x01-7x03 (1954)
- Playwrights '56 – serie TV, episodi 1x06-1x09 (1955-1956)
- Studio One – serie TV, episodio 9x28 (1957)
- The Seven Lively Arts – serie TV, episodio 1x02 (1957)
- Alfred Hitchcock presenta (Alfred Hitchcock Presents) – serie TV, episodio 3x07 (1957)
- The DuPont Show of the Month – serie TV, episodio 1x05 (1958)
- Pursuit – serie TV, episodio 1x10 (1958)
- The Lineup – serie TV, episodio 6x02 (1959)
- Playhouse 90 – serie TV, episodi 3x23-3x24-4x15 (1959-1960)
- Sunday Showcase – serie TV (1960)
- Dillinger, regia di David Davidson – film TV (1960)
- Avventure in paradiso (Adventures in Paradise) – serie TV, episodio 2x18 (1961)
- Route 66 – serie TV, episodio 2x17 (1962)
- Gli intoccabili (The Untouchables) – serie TV, episodi 2x02-3x22 (1960-1962)
- Undicesima ora (The Eleventh Hour) – serie TV, episodio 1x02 (1962)
- Il dottor Kildare (Dr. Kildare) – serie TV, episodio 2x08 (1962)
- Ben Casey – serie TV, episodi 2x04-2x14 (1962-1963)
- La città in controluce (Naked City) – serie TV, episodio 4x34 (1963)
- Polvere di stelle (Bob Hope Presents the Chrysler Theatre) – serie TV, episodio 1x02 (1963)
- Missione segreta (Espionage) – serie TV, episodio 1x03 (1963)
- The Greatest Show on Earth – serie TV, episodio 1x16 (1964)
- L'ora di Hitchcock (The Alfred Hitchcock Hour) – serie TV, episodi 2x28-3x15 (1964-1965)
- The Crisis (Kraft Suspense Theatre) – serie TV, episodio 2x26 (1965)
- Gli uomini della prateria (Rawhide) – serie TV, episodio 7x30 (1965)
- Il fuggiasco (The Fugitive) – serie TV, episodio 3x26 (1966)
- Missione impossibile (Mission: Impossible) – serie TV, 27 episodi (1966-1967)
- Mike Andros (The Andros Target) – serie TV, episodio 1x04 (1977)
- King – serie TV, episodi 1x01-1x02-1x03 (1978)
- Una vita da vivere (One Life to Live) – serie TV (1984-1985)
- Between Two Women, regia di Jon Avnet – film TV (1986)
- In famiglia e con gli amici (Thirtysomething) – serie TV, episodio 1x15 (1988)
- Colombo (Columbo) – serie TV, episodio 8x02 (1989)
- Law & Order - I due volti della giustizia (Law & Order) – serie TV, 229 episodi (1990-2000)
- E giustizia per tutti (Equal Justice) – serie TV, episodio 1x08 (1990)
- Soldi caldi (Where's the Money, Noreen?), regia di Artie Mandelberg – film TV (1995)
- Law & Order - Unità vittime speciali (Law & Order: Special Victims Unit) – serie TV, episodio 1x15 (2000)

## Doppiatori italiani
Nelle versioni in italiano delle opere in cui ha recitato, Steven Hill è stato doppiato da:
- Sergio Fiorentini in Heartburn - Affari di cuore e Law & Order - I due volti della giustizia (st. 8-10)
- Bruno Alessandro in Cocaina, Law & Order - I due volti della giustizia (st. 1-7)
- Manlio Busoni ne La paura bussa alla porta
- Pino Locchi ne La divina
- Giuseppe Rinaldi ne Gli esclusi
- Sergio Graziani in La vita corre sul filo
- Romano Malaspina in Missione impossibile
- Gianni Giuliano in Colombo
- Cesare Barbetti in Ricche e famose
- Gianfranco Bellini in Codice Magnum
- Giorgio Piazza in Pericolosamente insieme
- Sergio Matteucci in Calda emozione
- Sandro Sardone in Billy Bathgate - A scuola di gangster
- Luciano De Ambrosis ne Il socio
- Giorgio Favretto in Law & Order - Unità vittime speciali